# Domingo Arrillaga
Domingo Arrillaga Larrarta (Éibar, 11 de febrero de 1890 - Lima, 22 de febrero de 1951) fue un futbolista español de la década de 1910.

## Trayectoria

### Como futbolista
Empezó a jugar de delantero en el Club Ciclista, que después se convirtió en Real Sociedad. En 1910 se trasladó a Barcelona y fichó por el RCD Español primero y después por el FC Barcelona.
En 1911 volvió a San Sebastián para jugar con la Real Sociedad. Más tarde jugó en clubes como el Comercio y el Argentino de Quilmes.

### Como entrenador
Fue seleccionador del equipo de Perú en 1941 y entrenador del Alianza de Lima en 1945. Fue el primer DT español del club. Impulsó la llegada de futbolistas de Pisco y Chincha como Emilio Vargas, Cornelio Heredia y los hermanos Félix Castillo y Roberto Castillo

## Clubes

### Como jugador
| Club                 | País      | Año       |
| -------------------- | --------- | --------- |
| Club Ciclista        | España    | 1908-1909 |
| FC Barcelona         | España    | 1910-1911 |
| Real Sociedad        | España    | 1911-1913 |
| Argentino de Quilmes | Argentina | 1913-1914 |
| Unión Miraflores     | Perú      | 1915-1917 |

### Como entrenador
| Club              | País | Año  |
| ----------------- | ---- | ---- |
| Selección Peruana | Perú | 1941 |
| Alianza Lima      | Perú | 1945 |